# Paula Ostiz
Paula Jessica Ostiz Taco (født 12. januar 2007 i Pamplona) er en cykelrytter fra Spanien, der kører for Baqué Cycling Team.